# Fernand Cocq
Alphonse Lambert Joseph Fernand Cocq (Hoei, 5 juli 1861 - Elsene, 11 december 1940) was een Belgisch liberaal volksvertegenwoordiger, burgemeester en minister.

## Levensloop
Cocq was doctor in de klassieke filologie en doctor in de rechten, na studies aan de ULB. Hij werd leraar aan het atheneum van Elsene (1882-1890). Vervolgens vestigde hij zich als advocaat aan de balie van Brussel.
Gemeenteraadslid verkozen in Elsene (1890) werd hij er schepen van onderwijs (1900-1919) en burgemeester (1919-1922).
In 1909 werd hij liberaal volksvertegenwoordiger voor het arrondissement Brussel in opvolging van de overleden Léon Lepage. Hij vervulde dit mandaat tot in 1936. In 1930-1931 was hij ondervoorzitter van de Kamer. Als actief Kamerlid behandelden zijn tussenkomsten onder meer arbeidersvraagstukken, militaire zaken, onderwijs, alcoholisme en religie. Over dezelfde onderwerpen gaf hij ook uiteenzettingen in zijn loge.
Van juni 1931 tot oktober 1932 was hij minister van Justitie in de katholiek-liberale regeringen geleid door Jules Renkin.
Hij was verder ook:
- Voorzitter van de Association libérale voor Brussel;
- voorzitter van de Liberale Liga voor nationale propaganda;
- voorzitter van de Ligue de l'enseignement;
- voorzitter van de Libre Pensée in Elsene.

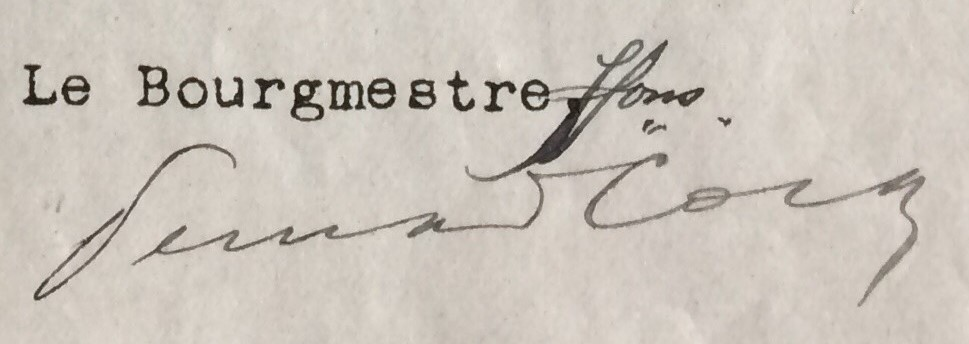
Fernand Cocq handtekening, 1918

Cocq werd vrijmetselaar in 1884 door initiatie in de loge Les Vrais Amis de l'Union et du Progrès Réunis. Na andere functies te hebben vervuld, werd hij Achtbare Meester in zijn loge. In 1899 werd hij adjunct-grootmeester en in 1902 grootmeester van het Grootoosten van België, tot in 1904 en opnieuw vanaf 1911.
Het Fernand Cocqplein te Elsene is naar hem genoemd.
Kunstschilder Suzanne Cocq was zijn dochter.

## Publicaties
- La liberté de conscience dans l'armée. Un débat sur la franc-maçonnerie au Parlement, Brussel, 1913.
- La ruine de l'enseignement communal, Brussel, 1913.
- La Franc-maçonnerie. Son but, ses tendances.
- L'organisation des loisirs du travailleur en Belgique et à l'étranger.